# Philippe Poirier (karatéka)
Pour les articles homonymes, voir Poirier (homonymie) et Philippe Poirier.
Né le 1er décembre 1980, Philippe Poirier est un karatéka canadien originaire du Québec surtout connu pour avoir remporté une médaille de bronze en kumite individuel masculin moins de 80 kilos aux championnats du monde de karaté 2006 à Tampere, en Finlande. Philippe Poirier est l'un des canadiens ayant obtenu les meilleurs résultats en compétition sur la scène internationale.

## Palmarès
- 15 octobre 2006 :  Médaille de bronze en kumite individuel masculin moins de 80 kilos aux championnats du monde de karaté 2006 à Tampere, en Finlande[3].